# Pombas (Ribeira Brava)
Pombas es una localidad caboverdiana del municipio de Ribeira Brava.

## Geografía
La localidad está situada en la isla de São Nicolau.

## Organización territorial
La localidad abarca los lugares y barrios de:
- Fundo Figueira
- Mofina
- Palso
- Pombas
- Ribeirãozinho